# Puits de Saint-Quentin
Le puits de Saint-Quentin est un puits situé à Saint-Quentin, en France.

## Localisation
Le puits est situé sur la commune de Saint-Quentin, dans le département de l'Aisne.

## Historique
Le monument est inscrit au titre des monuments historiques en 1932.